# رولف جروب
رولف جروب (بالروسية: Группа Компаний "РОЛЬФ")‏ هي مجموعة شركات روسية ، وتعد واحدة من أكبر تجار السيارات والمستوردين للسيارات في روسيا، ويقع مقرها الرئيسي في موسكو، أنشأت في 5 أغسطس 1991. تعد رولف جروب واحدة من رواد سوق السيارات الروسي، حيث ساهمت في تطويرها كسوق متحضر.

## روابط خارجية
- rolfgroup.com
- Rolf.ru (بالروسية)